# くノ一捕物帖 恋縄緋鳥
『くノ一捕物帖 恋縄緋鳥』（くのいちとりものちょう こいなわひどり）は、石ノ森章太郎による日本の漫画作品。続編の『新くノ一捕物帖 大江戸緋鳥808』（しんくのいちとりものちょう おおえどひどりはっぴゃくはち）についても記述する。

## 概要
徳間書店『コミック&コミック』に連載されていた（『恋縄緋鳥』が1973年6/27号 - 1974年3/9号、『大江戸緋鳥808』が1974年4/12号 - 同年9/4号）。
『くノ一捕物帖 恋縄緋鳥』では、捕物帖の要素である推理に加え、「殺し」や「始末」という必殺シリーズのような要素が見られるのが特徴。
『新くノ一捕物帖 大江戸緋鳥808』では、「殺し」という側面が強くなり、下手人も囮によりおびき出すことが多い。なお、『大江戸緋鳥808』は、『恋縄緋鳥』のレギュラーメンバー3人が殺され、緋鳥がその敵討ちをするという「復讐」から話が開始されている。

## 登場人物
緋鳥
長い間、くノ一として闇の世界で暮らしていたが、蛇縄参次の養女となる事で闇から救い出される。『恋縄緋鳥』の頃は、旗野三四郎に淡い恋心を抱いていた。『大江戸緋鳥808』に入ると舞台を吉原に移しアクション要素が濃くなる。
くノ一とあるが、性交よりも戦闘、殺人術が優れており、レオタード型の鎖帷子を身に纏い、鳥型のかんざしを武器に戦う
蛇縄参次
黒門町の岡っ引。
定吉
眉間に傷のある下っ引。
旗野三四郎
八丁堀定廻り同心。剣の達人。
五代目庄司甚内
吉原の五代目廓名主。風魔忍者の末裔で情報収集能力に長けている
風速伊織
将軍の妾腹の子供。
鶴亀
甚内の廓の使用人。廓内の噂話を聞いては、緋鳥に伝えている。
藤野源治郎
藤野流道場主。ある事が元で、機密文書と関わる。旗野三四郎と参次と定吉を殺した事から、緋鳥の怒りを買う。
金釘の竜
藤野源次郎に殺された男。
薄雪
江戸の花魁。
孫太郎南北
鶴屋南北（「東海道四谷怪談」の著者）の息子。
新佐
薄雪と恋を誓い合った旗本の男。
井筒周防守
藤野源次郎と同輩の男。

## 舞台版
2012年に明治座創業140年を記念して、大地真央主演で舞台化された。
- 緋鳥 - 大地真央
- 直姫 - 湖月わたる
- お七 - 貴城けい
- お藤 - 未沙のえる
- 原田龍二
- 市瀬秀和
- 山崎銀之丞
- 東幹久